# P.M.3-4 Vale

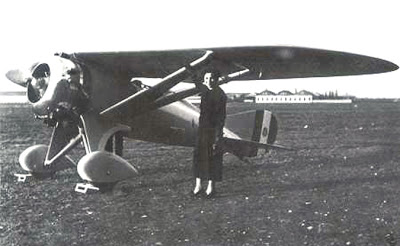
Il P.M.3-4 Vale a Taliedo

Il P.M.3-4 Vale o Magni Vale PM-3-4 è stato un innovativo monoplano per uso addestrativo di tipo acrobatico, costruito nel 1930 dalla Piero Magni Aviazione a Milano, su progetto di Piero Magni.

## Storia del progetto
Il P.M.3-4 Vale del 1930 fu l'ultimo di una serie di aerei progettati da Pietro Magni, il cui primo esemplare fu costruito nel 1924.
Tutti si distinsero per l'introduzione di innovativi sistemi tecnologici.
Con l'inizio della seconda guerra mondiale la società cessò la sua produzione.

## Tecnica
Il P.M.3-4 Vale era un elegante monoposto ad ala alta controventata di tipo monoplano, alimentato da un motore radiale Farina T.58 da 130 CV (97 kW).
Aveva due semiali a pianta ellittica con due montanti carenati in metallo; era interamente costruito in legno e aveva un solo posto. Il carrello era anteriore con due semicarelli carenati ed un pattino posteriore.
Il motore era carenato con una capottatura, chiamata anello Magni, meglio conosciuta come capottatura NACA, dal nome del National Advisory Committee for Aeronautics.
Molto innovativo il fatto che nel posto di pilotaggio, seggiolino e comandi erano realizzati con un'unica struttura di elektron; inoltre il castello del motore era incernierato e ribaltabile lateralmente per facilitarne la manutenzione.

## Versioni
- Supervale PM-4-1

progettato solamente nel 1939, come variante migliorata, prevedeva, infatti, il più potente motore Fiat A.54 da 140 CV (104 kW ); prevedeva un armamento di due mitragliatrici a fusoliera allungata a prua per una maggiore aerodinamica. L’armamento era composto da 2 mitragliatrici Breda-Safat da 7,7 mm poste in caccia nelle carenature del carrello.

## Esemplari attualmente esistenti
Un esemplare di questo velivolo, donato da Pietro Magni ed immatricolato dall'aeronautica con la matricola MM.253, è esposto al Museo nazionale della scienza e della tecnologia Leonardo da Vinci di Milano.